# آنتونیو ماگلی
آنتونیو ماگلی (انگلیسی: Antonio Magli؛ زادهٔ ۵ مارس ۱۹۹۱) بازیکن فوتبال اهل ایتالیا است.
از باشگاه‌هایی که در آن بازی کرده‌است می‌توان به باشگاه فوتبال کومو، باشگاه فوتبال کوزنتسا کالچو، باشگاه فوتبال برشا، و باشگاه فوتبال فروزینونه اشاره کرد.